# 26-я стрелковая дивизия
26-я стрелковая дивизия — — стрелковое соединение (стрелковая дивизия) Советской России в Гражданской войне и СССР в Великой Отечественной войне.
Сокращённое наименование — 26 сд.

## Боевой путь
В апреле 1918 года отряды Западного участка отрядов завесы, действовавшие в районе Витебска, были сведены в один отряд. Одновременно 16 апреля в Ярославле распоряжением командования Московского района обороны был сформирован штаб Витебского отряда, который 1 мая принял командование отрядом. 15 июля отряд был переформирован в 1-ю Смоленскую пехотную дивизию, 7 сентября 1918 года управление дивизии убыло в состав 5-й армии Восточного фронта, где было использовано как управление Правобережной (с 21 сентября Правой) группы армии.
Приказом по войскам 5-й армии № 145 от 3 ноября 1918 года Правая группа войск (колонна т. Матиясевича) была переименована в 1-ю пехотную дивизию. Приказом по войскам 5-й армии № 158 от 7 ноября 1918 года приказ № 145 был отменён и Правая группа (бывшая колонна т. Матиясевича) была переименована в 26-ю стрелковую дивизию.
Во время Гражданской войны сражалась на Восточном фронте. Прославилась своим дерзким рейдом по горным тропам в глубокий тыл белых армий во время Златоустовской операции в июне—июле 1919 года с последующей победой во внезапном встречном сражении над корпусом генерала Войцеховского.

## Состав

### на 7 ноября 1918 г.[6]
- управление
- 1-я бригада
  - 226-й Петроградский полк
  - 227-й Владимирский полк
  - 228-й Карельский полк
- 2-я бригада
  - 229-й Новгородский полк
  - 230-й Старо-Русский полк
  - 231-й Сводный полк
- 3-я бригада
  - 232-й Облискомзапа полк
  - 233-й Казанский полк
  - 234-й Маловишерский полк
- 1-й лёгкий артиллерийский дивизион
  - 2-я Путиловская батарея
  - Ржевско-Новгородская батарея
- 2-й лёгкий артиллерийский дивизион
  - Смоленская батарея
  - Тверская батарея
- 3-й лёгкий артиллерийский дивизион
  - Ленинская батарея

### на 1 декабря 1925 года.[7]
- Штаб дивизии (г. Красноярск)
- Военный трибунал и военная прокуратура (г. Красноярск)
- 76-й Карельский стрелковый полк (г. Канск)
- 77-й Новгородский стрелковый полк (г. Ачинск)
- 78-й Казанский стрелковый полк (г. Красноярск)
- Отдельный кавалерийский эскадрон (г. Красноярск)
- Лёгкий артиллерийский полк (г. Красноярск)
- Отдельная рота связи (г. Красноярск)

### на 1941 год[8]
- 87-й Карельский стрелковый полк
- 312-й Новгородский стрелковый полк (бывший Копорский 4-й пехотный полк, ведущий свою историю от 1803 года)
- 349-й Казанский стрелковый полк
- 19-й артиллерийский полк
- 79-й гаубичный артиллерийский полк (до 26.10.1941)
- 62-й отдельный истребительно-противотанковый дивизион
- 459-й миномётный дивизион (с 27.10.1941 по 19.10.1942)
- 153-й отдельный истребительно-противотанковый дивизион (до 13.10.1941 и с 31.12.1941)
- 67-я разведрота
- 9-й сапёрный батальон
- 70-й отдельный батальон связи
- 30-й медико-санитарный батальон
- 29-я отдельная рота химический защиты
- 52-я (150-я, 479-я) автотранспортная рота
- 20-я дивизионная авторемонтная мастерская
- 59-й (196-й) дивизионный ветеринарный лазарет
- 78-я полевая хлебопекарня
- 171-я (3812-я) полевая почтовая станция
- 261-я полевая касса Госбанка
- Школа младших командиров

## Великая Отечественная война
С 1929 года дивизия входила в состав Особой Краснознамённой Дальневосточной армии, на 22 июня 1941 года дислоцировалась в Дальнереченске. 
C 1 сентября 1941 года одной из первых среди дивизий с Дальнего Востока начала переброску на фронт и прибыла в Ярославль, 18 сентября 1941 года выступила маршем на Валдай, 24 сентября 1941 года с марша атакует противника (Дивизия СС «Мёртвая голова») в районе Лужно — Красея. В этих боях дивизия потеряла около трети своего боевого состава. До января 1942 года дивизия держала оборону в районе Лужно. 7-9 января 1942 года из дивизии был изъят в резерв армии 87-й стрелковый полк (возвращён летом 1942 года).
В феврале 1942 года принимала участие в Демянской операции, 20 февраля 1942 года замкнула кольцо окружения демянской группировки врага. 20 марта 1942 года выведена в тыл на отдых.
25 марта 1942 года выдвинута на восточный берег реки Ловати. Вела бои за так называемый Рамушевский коридор.
После затишья с 30 ноября 1942 года по февраль 1943 года вновь участвовала в наступлении на Рамушевский коридор.
В августе 1943 года участвовала в наступлении на Старую Руссу.
В дальнейшем участвовала в Старорусско-Новоржевской наступательной операции, освобождении Холма, Бежаницы, Новоржева, Пушкинских Гор, форсировании реки Великая, взятии Кёнигсберга.

## Подчинение
- Северо-Западный фронт, 11-я армия — на 20.09.1941 года.
- Северо-Западный фронт, 34-я армия — с конца января 1942 года (без 87-го полка)
- Северо-Западный фронт, 11-я армия — на 01.04.1942 года.
- Северо-Западный фронт, 27-я армия — на 01.07.1942 года.
- Северо-Западный фронт, 11-я армия — на 01.01.1943 года.
- Северо-Западный фронт, 34-я армия — на 01.04.1943 года.
- Северо-Западный фронт, фронтовое подчинение — на 01.07.1943 года.
- 2-й Прибалтийский фронт, 1-я ударная армия, 12-й гвардейский стрелковый корпус — на 01.01.1944 года.
- 2-й Прибалтийский фронт, 22-я армия, 44-й стрелковый корпус — на 01.04.1944 года.
- 2-й Прибалтийский фронт, 1-я ударная армия, 14-й гвардейский стрелковый корпус — на 01.07.1944 года.
- 1-й Прибалтийский фронт, 43-я армия, 90-й стрелковый корпус — на 01.10.1944 года.
- 3-й Белорусский фронт, Земландская группа войск, 43-я армия, 90-й стрелковый корпус — на 01.04.1945 года.

## Командование

### Командиры
- Матиясевич, Михаил Степанович (3.11.1918 — 26.03.1919)
- Гайлит, Ян Петрович (26.03.1919 — 16.04.1919)
- Эйхе, Генрих Христофорович (16.04.1919 — 10.08.1919)
- Белицкий, Семён Маркович (10.08.1919 — 8.09.1919)
- Блажевич, Иосиф Францевич (8.09.1919 — 10.09.1919), врид
- Белицкий Семён Маркович (10.09.1919 — 21.09.1919)
- Эйхе Генрих Христофорович (21.09.1919 — 23.11.1919)
- Вольпе, Абрам Миронович (23.11.1919 — 25.11.1919), врид[11]
- Гайлит Ян Петрович (25.11.1919 — 26.10.1921)
- Гаврилов И. М. (16.09.1890-17.11.1937)
- Филатов, Пётр Михайлович (26.11.1925 — 15.02.1927)
- Пашковский, Константин Казимирович (1924—1931)
- Кассин, Григорий Иустинович (1931—1937), комдив
- Гловацкий, Николай Михайлович (1937—1938), комбриг
- Сорокин (июнь 1938—1941), полковник
- Кузнецов, Павел Григорьевич (14.04.1941 — 22.02.1943), полковник
- Черепанов, Корнилий Георгиевич (22.02.1943 — 25.09.1944), полковник
- Белоногов, Василий Андреевич (26.09.1944? — 21.04.1945?), генерал-майор
- Краснов Николай Иванович (19.04.1945 — ??.12.1945), полковник
- Кузин, Андриан Тимофеевич (??.12.1945 — 30.10.1947), полковник
- Полятков, Николай Дмитриевич (31.10.1947 — ??.05.1948), полковник

### Заместители командира
- Плау, Даниэль Даниэлевич начальник политотдела (июль - октябрь 1921)
- Полятков, Николай Дмитриевич (??.11.1946 — 30.10.1947), полковник

### Начальники штаба
- Батицкий, Павел Фёдорович (09.1941-11.1941)

### Командиры полков
19 артиллерийский полк
- Синицын Иван Николаевич (с февраля 1944 — апрель 1945), гвардии полковник

## Полное название
26 Златоустовская стрелковая дивизия
26-я стрелковая Сталинская Краснознамённая дивизия (приказ РВС 1930 года № 36/11/0)
26-я стрелковая Сталинская дважды Краснознамённая дивизия (циркуляр НКВМ 1930 года № 61, приказание ОКВДА 31.12.1930 г. № 173)
26-я стрелковая Сталинская дважды Краснознамённая ордена Суворова дивизия

## Награды
До ВОВ
- 24.08.1920 — награждена Почётным революционным Красным Знаменем (приказ РВС № 149) за героическую борьбу и подвиги в составе 5 армии
- 13.12.1921 — присвоено наименование «Златоустовская»
- 29.02.1928 — Почётное революционное Красное Знамя — награждена постановлением Президиума Центрального Исполнительного Комитета СССР от 29 февраля 1928 года в ознаменование десятилетия РККА и отмечая боевые заслуги на различных фронтах гражданской войны, начиная с 1918—1919 года.[12]
- 31.12.1930 — присвоено наименование Сталинская

Во время ВОВ
- 05.05.1942 — награждена знаменем и грамотой Президиума Верховного Совета и Совета Народных Комиссаров Бурят-Монголии, как лучшая дивизия Северо-Западного фронта.
- 26.02.1944 год —  Орден Суворова II степени — награждена указом Президиума Верховного Совета СССР от 26 февраля 1944 года за образцовое выполнение заданий командования в боях c немецкими захватчиками при освобождении города Холма и проявленные при этом доблесть и мужество. [13][14]

Награды и наименования частей дивизии:
- 87 стрелковый Карельский Краснознамённый полк
- 312 стрелковый Новгородский Краснознамённый полк
- 349 стрелковый Казанский Краснознамённый ордена Суворова[15] полк
- 19 артиллерийский Красноярский полк

## Отличившиеся воины дивизии
Гражданская война
- Заикин, Иван Васильевич, командир 232-го стрелкового полка. В 1922 году награждён орденом Красного Знамени за отличия в боях против войск генерал-лейтенанта барона Р. Ф. Унгерна фон Штернберга в районе Селенгинска.

Великая Отечественная война
- Белоногов, Василий Андреевич, командир дивизии, генерал-майор. Герой Советского Союза.
- Гайдуков, Семён Васильевич, стрелок 1-й пулемётной роты 349-го стрелкового полка, ефрейтор. Герой Советского Союза. Звание присвоено 19.04.1945 за отличие в боях под Кёнигсбергом.
- Головкин, Василий Степанович, лейтенант, командир взвода 312-го стрелкового полка.
- Горшколепов, Иван Семёнович, старший сержант, химический инструктор батареи 19 артиллерийского полка.
- Донцов, Максим Иванович, командир роты 312-го стрелкового полка, старший лейтенант. Герой Советского Союза. Звание присвоено 19.04.1945 за отличие в боях под Кёнигсбергом.
- Лазнюк, Роман Григорьевич, старшина, разведчик-наблюдатель 312 стрелкового полка.
- Малихов, Фёдор Иванович, командир взвода 67-й отдельной разведывательной роты.
- Меркулов, Иван Данилович, младший сержант, наводчик ручного пулемёта 312-го стрелкового полка. Герой Советского Союза (посмертно). В бою за город Холм Новгородской области 22.02.1944 года закрыл грудью амбразуру немецкого дзота.
- *  Пономарёв, Иван фёдорович, младший сержант, наводчик 76-мм пушки 87 стрелкового полка.
- Молдагулова, Алия Нурмухамбетовна (1925—1944), ефрейтор, снайпер. Герой Советского Союза (посмертно).
- Радикальцев, Пётр Капитонович, сержант, помощник командира взвода пешей разведки 312 стрелкового полка.
- Тихоненко, Иван Кондратьевич, старшина, командир взвода 349-го стрелкового полка.
- Шанаурин, Прокопий Степанович, командир отделения разведки 19-го артиллерийского полка. Герой Советского Союза. Звание присвоено 19.04.1945 за отличие в боях под Кёнигсбергом.
- Сосновский, Николай Данилович, стрелок 312-го стрелкового полка, красноармеец. 24.09.1941 года закрыл телом амбразуру пулемёта. Награждён посмертно 06.11.1947.
- Межов, Михаил Васильевич, стрелок 349-го стрелкового полка, красноармеец. 17.07.1942 года закрыл телом амбразуру пулемёта. Награждён посмертно 03.09.1942.

Зачисление в списки части навечно:
- Поставнев, Пётр Фёдорович, старший сержант, командир орудия батареи 76 мм пушек 312 сп. Награждён орденом Ленина 11.09.1942
- Межов, Михаил Васильевич (1902 — 17.07.1942), красноармеец, стрелок 349 сп. Закрыл телом амбразуру. 03.09.1942 года награждён орденом Ленина, посмертно.

## Газета
Выходила газета «Сталинец». Редактор — майор Андреев Константин Алексеевич (1913-?)